# Tilman Kuban

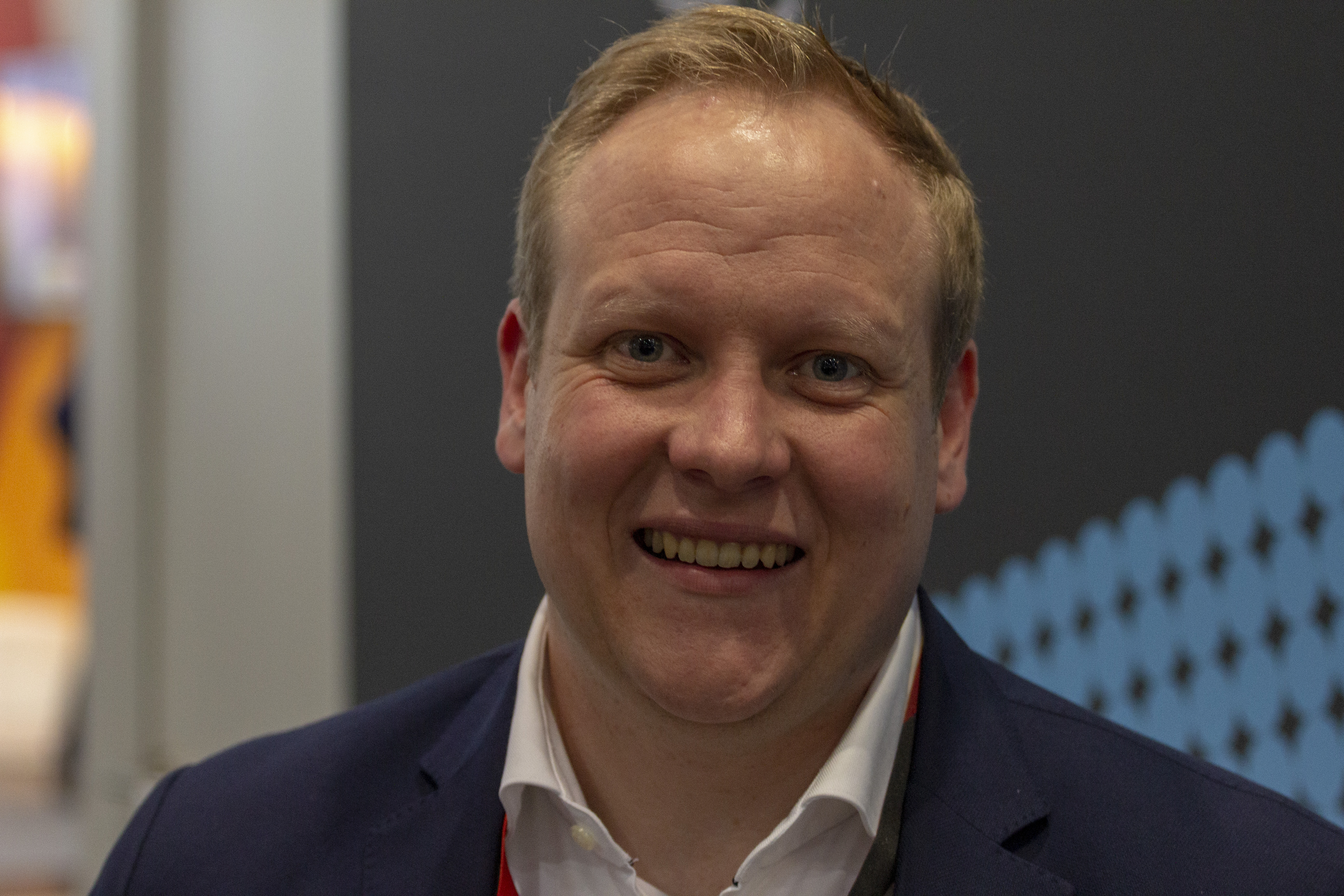
Tilman Kuban na conferência do partido CDU 2019 em Leipzig.

Tilman Kuban (nascido em 26 de maio de 1987) é um político alemão, membro do parlamento desde 2021 e, desde 2019, presidente da Junge Union, a organização juvenil da União Democrática Cristã da Alemanha (CDU).

## Biografia
Kuban nasceu em 1987 na cidade de Langenhagen, na Alemanha Ocidental, e estudou direito na Universidade de Osnabrück.
Kuban ingressou na CDU em 2007 e tornou-se presidente da sua ala jovem em 2019. Desde 2021 é membro do parlamento alemão.